# Quintetto di Stephan
Il Quintetto di Stephan è un gruppo visuale di cinque galassie situato in direzione della costellazione di Pegaso; fu il primo gruppo di galassie ad essere scoperto: fu scoperto dall'astronomo francese Édouard Stephan nel 1877 all'Osservatorio di Marsiglia  ed è il più studiato di tutti i gruppi compatti di galassie. Il membro più luminoso è la galassia a spirale NGC 7320, che mostra estese regioni HII, visibili come globi rossastri, dove c'è un'intensa formazione stellare. 
Secondo alcuni studi, non tutte queste galassie si troverebbero realmente vicine fra loro: infatti NGC 7320 si trova in sovrapposizione casuale per via della nostra linea di osservazione, mentre le restanti sembrano essere relativamente vicine fra loro.

## Osservazione

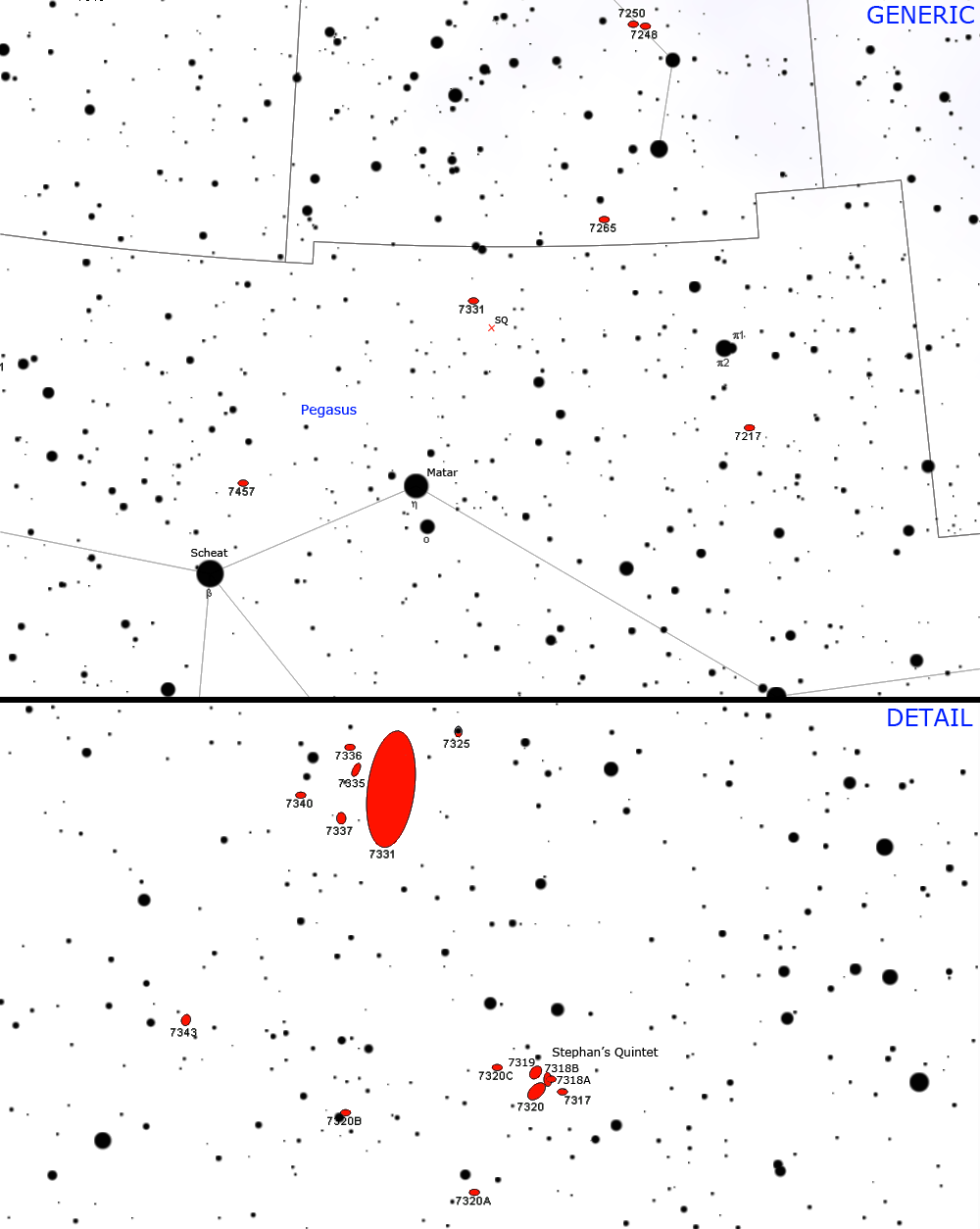
Mappa per individuare il Quintetto di Stephan.

Il Quintetto di Stephan è composto da galassie di magnitudine apparente 12.6 a 13.9, al di fuori della portata di un binocolo o di un telescopio di piccole dimensioni: occorre un'ottica da almeno 300 mm sotto cieli scuri. La loro individuazione diretta è difficoltosa, ed è conveniente partire rintracciando un'altra galassia ben più luminosa e visibile anche con un piccolo strumento, NGC 7331, a circa 4,5° a NNW della brillante stella η Pegasi, nota anche come Matar, una gigante rossa di seconda grandezza. Una volta individuata questa galassia, è sufficiente spostarsi di meno di un grado in direzione sudovest. Un telescopio da 200 mm di apertura e un buon ingrandimento consentono di individuare le componenti del quintetto, sebbene si tratti di oggetti meglio visibili con la visione distolta; è possibile evidenziarle tramite l'astrofotografia.
La declinazione del gruppo è settentrionale: si trova a circa 34°N, risultando ben osservabile dall'emisfero boreale terrestre; il periodo ideale per la sua visibilità nel cielo serale è fra i mesi di luglio e gennaio. Dall'emisfero sud la visione risulta un po' più penalizzata, ma sono oggetti osservabili da tutte le aree popolate della Terra.

## Determinazione delle galassie membri
Le galassie del Quintetto di Stephan non sono realmente connesse fra loro: NGC 7320 ha un valore di redshift molto piccolo (760 km/s), e le altre quattro galassie si muovono molto più velocemente (6600 km/s circa). Dato che il redshift indica la distanza dalla Via Lattea, NGC 7320 potrebbe trovarsi solo a 32 milioni di anni luce dalla nostra, mentre le altre quattro sono a distanze comprese fra 280 e 340 milioni di anni luce. Tre delle restanti galassie, NGC 7317, NGC 7318A e NGC 7319, mostrano un redshift comune, entro uno scarto di 50 km/s dai -6600 km/s, mentre NGC 7318b, quella che ad una prima vista appare a contatto fisico con NGC 7318a, possiede un blueshift di 900 km/s.

## Caratteristiche

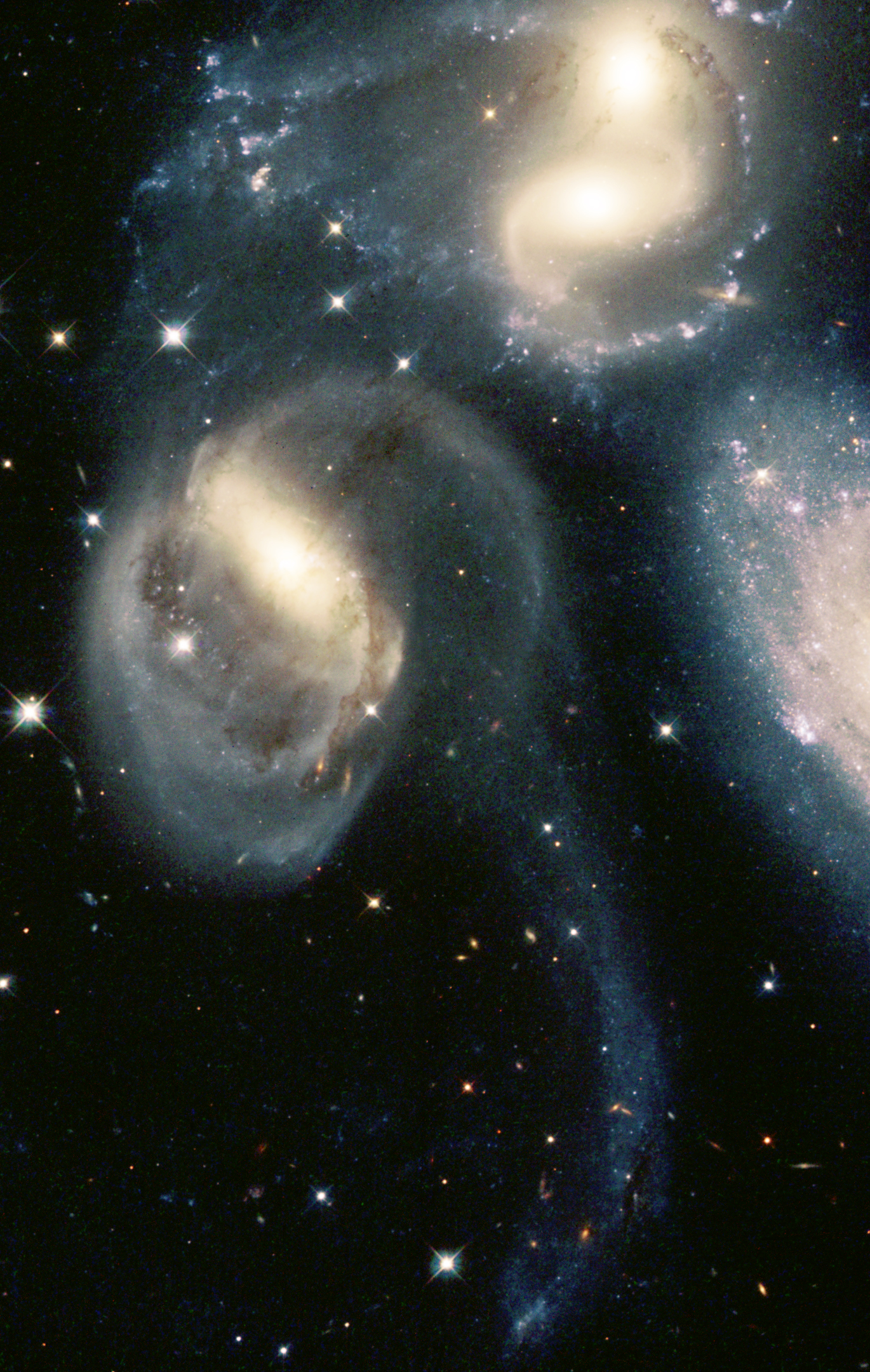
Immagine in dettaglio delle galassie del Quintetto ripresa dal telescopio Spaziale Hubble.

Tre delle galassie del Quintetto, NGC 7318A, NGC 7318B e NGC 7319, mostrano segni di irregolarità morfologica, mentre NGC 7317 sembra apparentemente di forma regolare. Nel gruppo è pure presente un elevato numero di candidate galassie nane mareali, fra cui 13 nella lunga coda di NGC 7319, alcune ad est di NGC 7318b e altre nella sua regione settentrionale, in cui ha luogo un esteso fenomeno di formazione stellare.
Si è notato negli anni duemila che queste galassie sono interessanti anche per le violente interazioni: il Telescopio spaziale Spitzer della NASA ha rivelato la presenza di enormi onde d'urto intergalattiche, visibili nell'immagine sottostante sotto forma di archi verdi che fuoriescono da una galassia per entrare in un'altra. Durante la collisione fra la NCG 7318b e la NCG 7318a i gas fuoriescono dagli ammassi di stelle, gli atomi di idrogeno sono surriscaldati ed emettono radiazione. Questo fenomeno fu scoperto da un team internazionale di scienziati del Max Planck Institute di Fisica Nucleare, presso Heidelberg, in Germania. Questa collisione può aiutare a comprendere quanto accadde nell'universo dieci miliardi di anni fa (vedi sotto).
Verso la fine degli anni novanta si è cercato di ricostruire l'evoluzione storica del gruppo: si è scoperto che la debole galassia situata nel vertice nordorientale, NGC 7320c, ha attraversato il gruppo poche centinaia di milioni di anni fa; quest'interazione ha strappato alla galassia NGC 7319 una parte del suo gas, di cui una parte è a sua volta rimasta polarizzata nella regione nordorientale della galassia stessa, dando luogo ad un violento episodio di formazione stellare (starburst),, iniziato tuttavia solo 10-20 milioni di anni fa. Questo lontano evento di interazione potrebbe essere responsabile della formazione delle lunghe code che si estendono ad est della galassia.
La NGC 7319 ha un nucleo Seyfert di tipo 2.

## Dinamiche

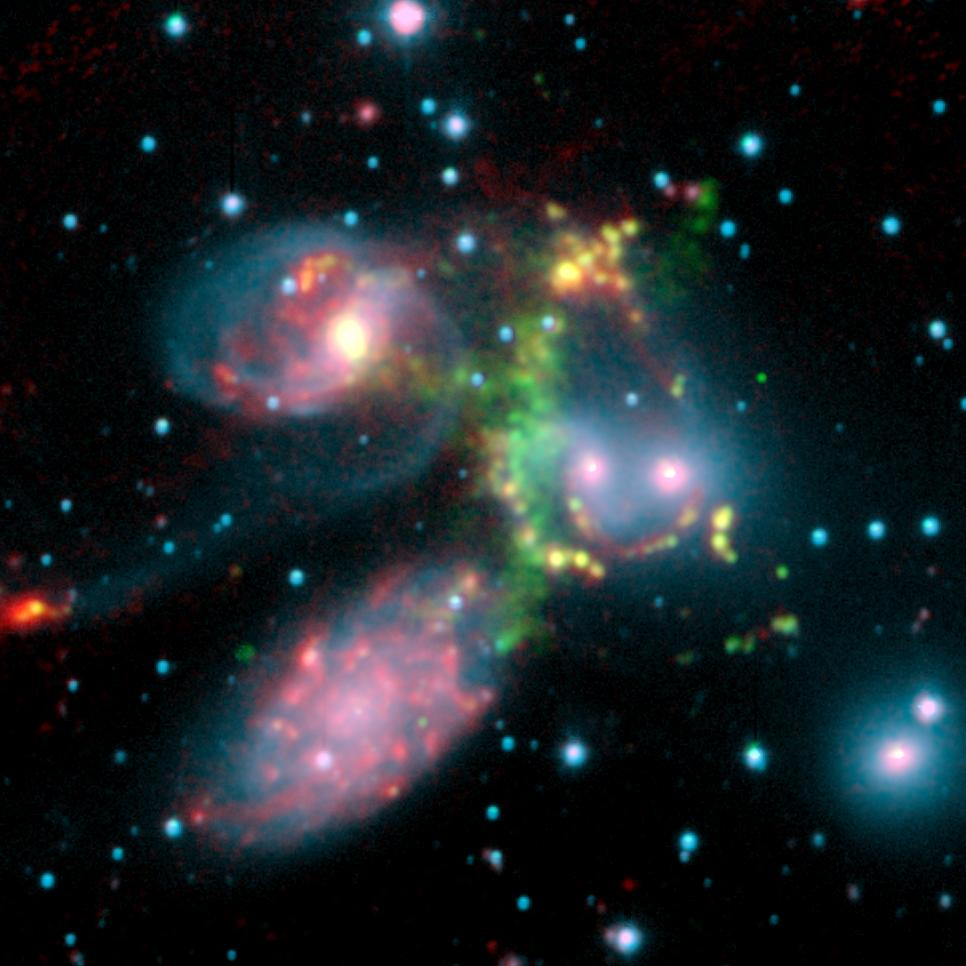
Le cinque galassie riprese nell'infrarosso dal telescopio spaziale Spitzer; è evidente l'onda d'urto come una struttura curvata.

Il Telescopio Spaziale Spitzer ha ripreso un'immagine ai raggi infrarossi del gruppo che ha rivelato caratteristiche uniche: al centro dell'ammasso si trova infatti una delle più grandi onde d'urto mai osservate, che parte dalla galassia NGC 7318b la quale sta cadendo verso le altre ad altissima velocità, generando un gigantesco bow shock di fronte ad essa, perfettamente visibile ai raggi X, di dimensioni maggiori della nostra Via Lattea e che si estende lungo lo spazio intergalattico. Questo genere di onde d'urto si causano quando un oggetto si muove più rapidamente della velocità del suono attraverso qualsiasi tipo di mezzo, sia esso l'acqua che il gas intergalattico; nel caso specifico, la velocità dell'onda è di circa 870 km/s.
Inoltre è stata individuata una traccia della presenza di una gigantesca nube di idrogeno molecolare, orientata lungo quest'onda d'urto, come succede con le gocce d'acqua che si condensano sull'onda d'urto di un jet supersonico; gli studi ai raggi X confermano che questo gas è in via di raffreddamento a causa delle collisioni inelastiche fra ioni ed elettroni e i grani di polvere. Lo studio delle linee spettrali di questa regione consente di determinare la velocità del gas, poiché linee sottili corrispondono a velocità maggiore. Questa scoperta è un aiuto per comprendere le galassie più remote dell'universo, le Ultra-luminous Infrared Galaxies (e di conseguenza le dinamiche delle antiche galassie): questo genere di galassie remote mostrano una luminosità agli infrarossi da 100 a 1000 volte maggiore rispetto a quella della Via Lattea, causate dalle emissioni H2; il numero di queste galassie aumenta man mano che si indagano le galassie con i redshift più alti. Inoltre è noto che queste galassie vanno incontro a collisioni e fusioni su vasta scala, ed è possibile che alcune delle emissioni osservate non siano create da stelle, ma da enormi onde d'urto sature di gas, esattamente come si sta osservando in scala "ridotta" nel Quintetto di Stephan. Un fenomeno simile potrebbe avvenire anche fra circa due miliardi di anni, quando la Via Lattea e la Galassia di Andromeda potrebbero andare incontro a una collisione.

## Componenti

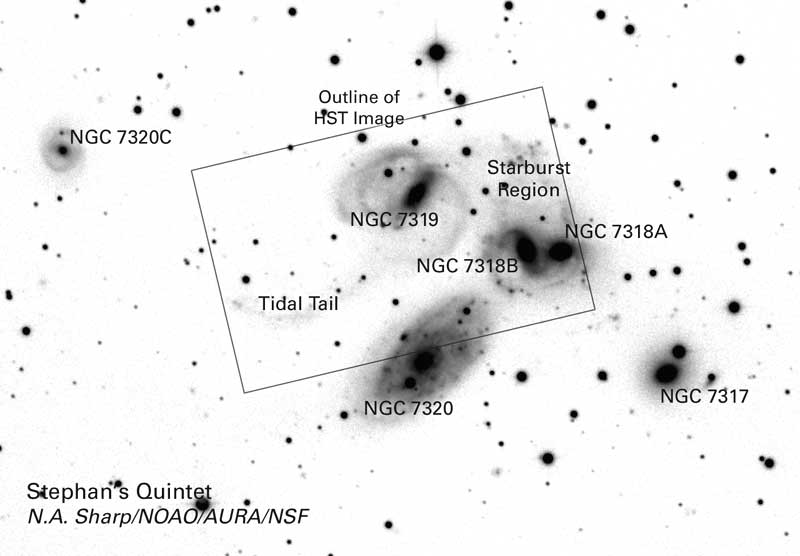
Immagine mappata del Quintetto di Stephan.

Le componenti del Quintetto sono due galassie ellittiche, due galassie spirali barrate e una galassia spirale normale.

### Caratteristiche fisiche e relativi problemi

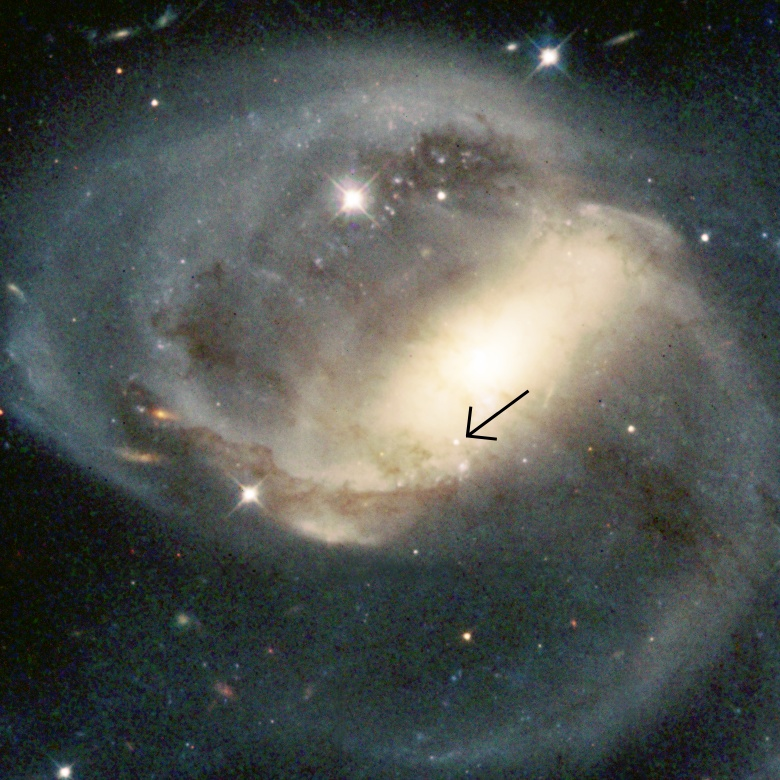
La galassia NGC 7319, una delle più "regolari" del gruppo.

Le regioni H II del Quintetto di Stephan sono in generale molto compatte, possiedono un'elevata metallicità e hanno una massa di alcune decine di migliaia di masse solari; la loro età media si aggira sui 3,2–5,6 milioni di anni, sono lontane dalle galassie e solo apparentemente indipendenti da esse, dato che nella banda della luce visibile non sono presenti strutture di interconnessione. La loro giovane età suggerisce inoltre che si siano originate proprio là dove ora si possono osservare: probabilmente la loro origine deriva dalle lunghe code di idrogeno neutro (regioni H I) formatesi a causa delle diverse interazioni.
Le galassie NGC 7318b e NGC 7320 mostrano un elevato numero di regioni H II nei bracci di spirale; queste si concentrano nel lato nord-occidentale di NGC 7320, mentre in NGC 7318b tendono a disporsi sul lato sud-orientale, dove appaiono più afflitte dal redshift: ciò potrebbe essere un indizio del fatto che le due galassie siano già in interazione diretta. Un fenomeno simile è stato riscontrato anche nella Galassia Vortice e la sua compagna. Le dimensioni apparenti delle regioni H II tuttavia variano fra 1 e 4 secondi d'arco e quelle appartenenti a NGC 7318b appaiono otto volte più arrossate di quelle della compagna: applicando la relazione spostamento verso il rosso-distanza, NGC 7318b si troverebbe otto volte più distante rispetto a NGC 7320, le cui regioni sarebbero dunque otto volte più piccole in dimensioni reali.
Nella galassia NGC 7319 le regioni H II sembrerebbero invece del tutto assenti, ad eccezione di una piccola area dal diametro apparente estremamente piccolo; ciò potrebbe essere un apparente indizio, secondo Halton Arp, di una maggiore distanza di questa galassia rispetto alle altre. Questa e le altre problematiche sopra descritte disegnano un quadro in forte contraddizione: da una parte ci sono elementi che indicano diverse distanze, dall'altra ce ne sono alcuni che indicano una forte interazione fra le galassie. Si tende ad ammettere che NGC 7320, a causa del suo moderatamente basso redshift, si trovi in sovrapposizione visuale col resto del gruppo ma non vi appartenga.
In totale fra le galassie del gruppo sono stati scoperti 115 possibili ammassi aperti, molti dei quali non si trovano nelle regioni centrali delle singole galassie, ma dispersi all'esterno, lungo lunghe code formatesi dalle interazioni e nei bracci di spirale più esterni di NGC 7319, nonché nelle regioni disperse di NGC 7318a e NGC 7318b; nelle regioni centrali sono state invece identificate scarse associazioni stellari giovani. Gran parte di questi possibili ammassi mostrano un colore blu, segno che le loro stelle, di grande massa, si sono formate all'esterno del bulge; questa scoperta è in contrasto con quanto osservato in altri celebri gruppi o coppie di galassie interagenti, come le Galassie Antenne. Circa 20 di questi ammassi aperti possiedono una magnitudine assoluta più luminosa di -12; alcuni di questi avrebbero una massa pari anche a 107 M☉.
Nel 1971 in NGC 7319 fu osservata una supernova, ignorata per circa un mese dopo che la luce dell'esplosione era arrivata a noi, così sono disponibili solo pochi dati; la sua curva di luce mostra come si sia trattato di una supernova di tipo Ia: essa scese in luminosità di due magnitudini e mezzo nell'arco del primo mese, ma mancano dati accurati, mentre nell'ultima fase di declino si discosta notevolmente dal modello previsto per questo tipo di supernovae, diminuendo la sua luminosità troppo lentamente. Inoltre, rapportandola con altre supernove dello stesso tipo e considerando anche un eventuale oscuramento ad opera di polveri oscure, la sua luminosità sarebbe stata più bassa del normale.

### Prospetto delle galassie
Nel prospetto i dati delle cinque galassie che compongono il gruppo, ordinate in base al numero di catalogo; evidenziate in bianco le galassie ellittiche, in celeste le spirali barrate e in azzurro le spirali regolari.
| Nome                      | Ascensione Retta | Declinazione | Tipo        | Distanza Milioni di (al) | Magnitudine | Redshift  |
| ------------------------- | ---------------- | ------------ | ----------- | ------------------------ | ----------- | --------- |
| NGC 7317                  | 22h 35m 51,9s    | +33° 56′ 42″ | E2          | 300                      | +13,6       | 6599 ± 26 |
| NGC 7318a (UGC 12099/100) | 22h 35m 56,7s    | +33° 57′ 56″ | E2/SB(s)ab  | 300                      | +13,4       | 6630 ± 23 |
| NGC 7318b (UGC 12100)     | 22h 35m 58,4s    | +33° 57′ 57″ | SB(s)bc pec | 300                      | +13,9       | 5774 ± 24 |
| NGC 7319                  | 22h 36m 03,5s    | +33° 58′ 33″ | SB(sr)bc    | 300                      | +13.3       | 6747 ± 7  |
| NGC 7320c                 | 22h 36m 20,4s    | +33° 59′ 06″ | SAc         | 300                      | +12,6       | 5985 ± 9  |

### Libri
- (EN) Robert Burnham, Jr., Burnham's Celestial Handbook:  Volume Two, New York, Dover Publications, Inc., 1978.
- (EN) Chaisson, McMillan, Astronomy Today, 6ª ed., Englewood Cliffs, Prentice-Hall, Inc., 1993, ISBN 0-13-240085-5.
- (EN) Thomas T. Arny, Explorations: An Introduction to Astronomy, 2ª ed., Boston, McGraw-Hill, 2000, ISBN 0-8151-0292-5.
- AA.VV, L'Universo - Grande enciclopedia dell'astronomia, Novara, De Agostini, 1996.
- J. Gribbin, Enciclopedia di astronomia e cosmologia, Milano, Garzanti, 2005, ISBN 88-11-50517-8.
- W. Owen, et al, Atlante illustrato dell'Universo, Milano, Il Viaggiatore, 2006, ISBN 88-365-3679-4.
- J. Lindstrom, Stelle, galassie e misteri cosmici, Trieste, Editoriale Scienza, 2006, ISBN 88-7307-326-3.

### Carte celesti
- Tirion, The Cambridge Star Atlas 2000.0, 3ª ed., Cambridge, USA, Cambridge University Press, 2001, ISBN 0-521-80084-6.